# Ctenus satanas
Ctenus satanas là một loài nhện trong họ Ctenidae.
Loài này thuộc chi Ctenus. Ctenus satanas được Embrik Strand miêu tả năm 1909.